# Castilia perilla
Castilia perilla är en fjärilsart som beskrevs av William Chapman Hewitson 1852. Castilia perilla ingår i släktet Castilia och familjen praktfjärilar. Inga underarter finns listade i Catalogue of Life.

## Bildgalleri

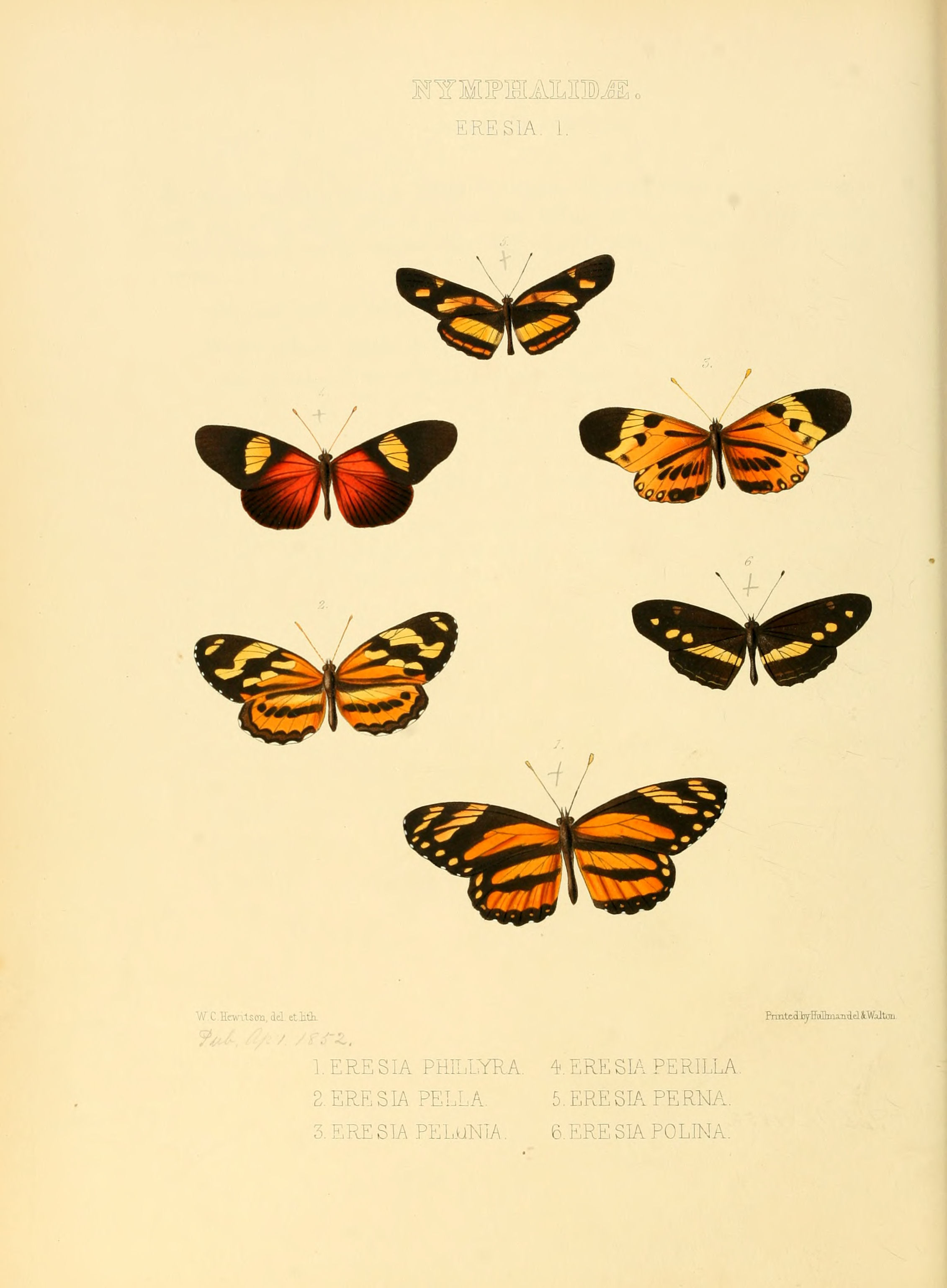
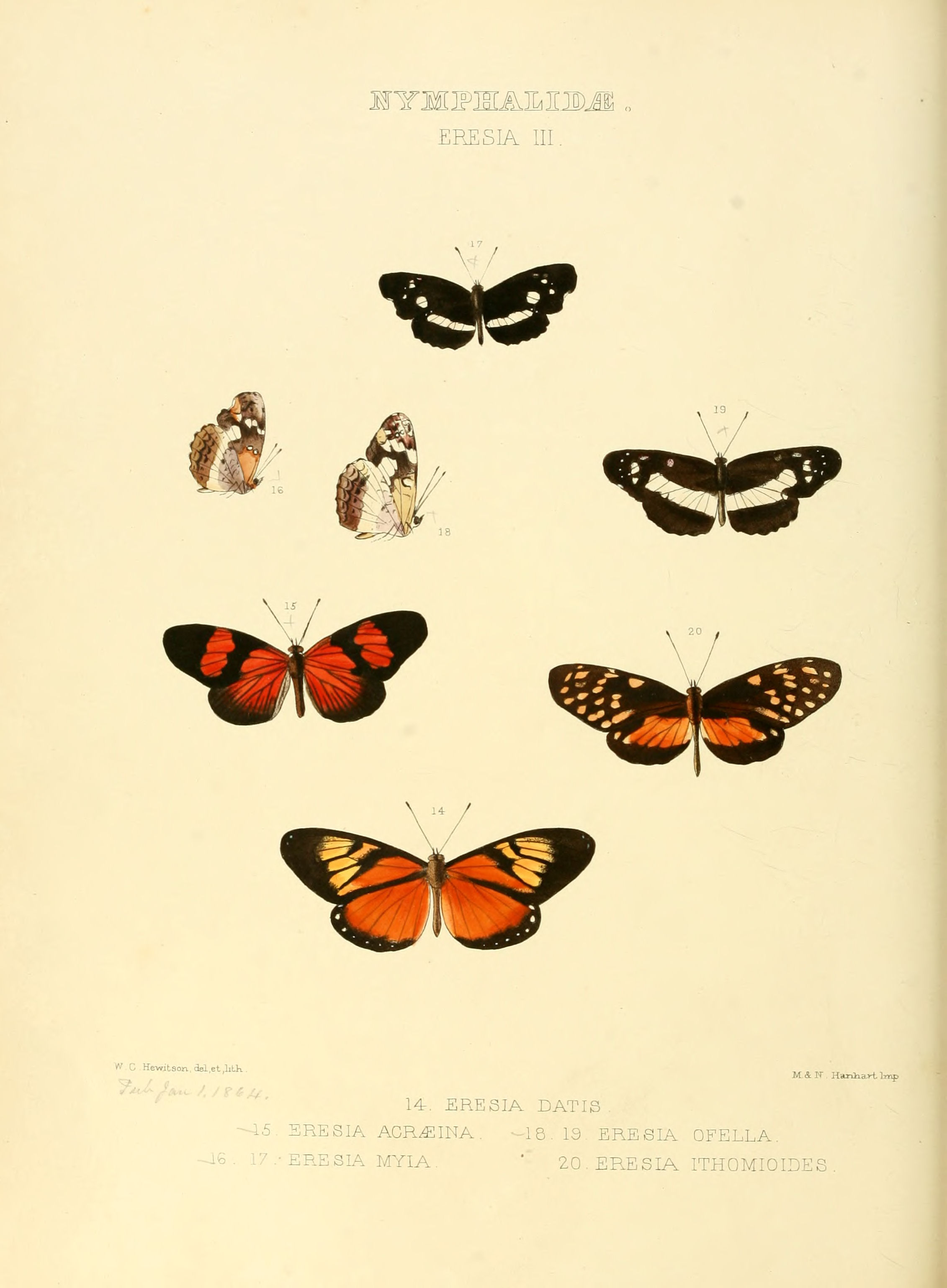